# Lundbom, Dalarna
Lundbom är en sjö i Falu kommun i Dalarna och ingår i Dalälvens huvudavrinningsområde.